# Vagó model 61-779
El model de vagó 61-779  és una línia vagons de passatgers produïts per Kriúkivski vahonobudivní zavod. La producció de vagons 61-779 a partir de conjunts de màquines de la Kriúkiv VBZ es va establir a la planta de construcció de vagons de Hòmiel.

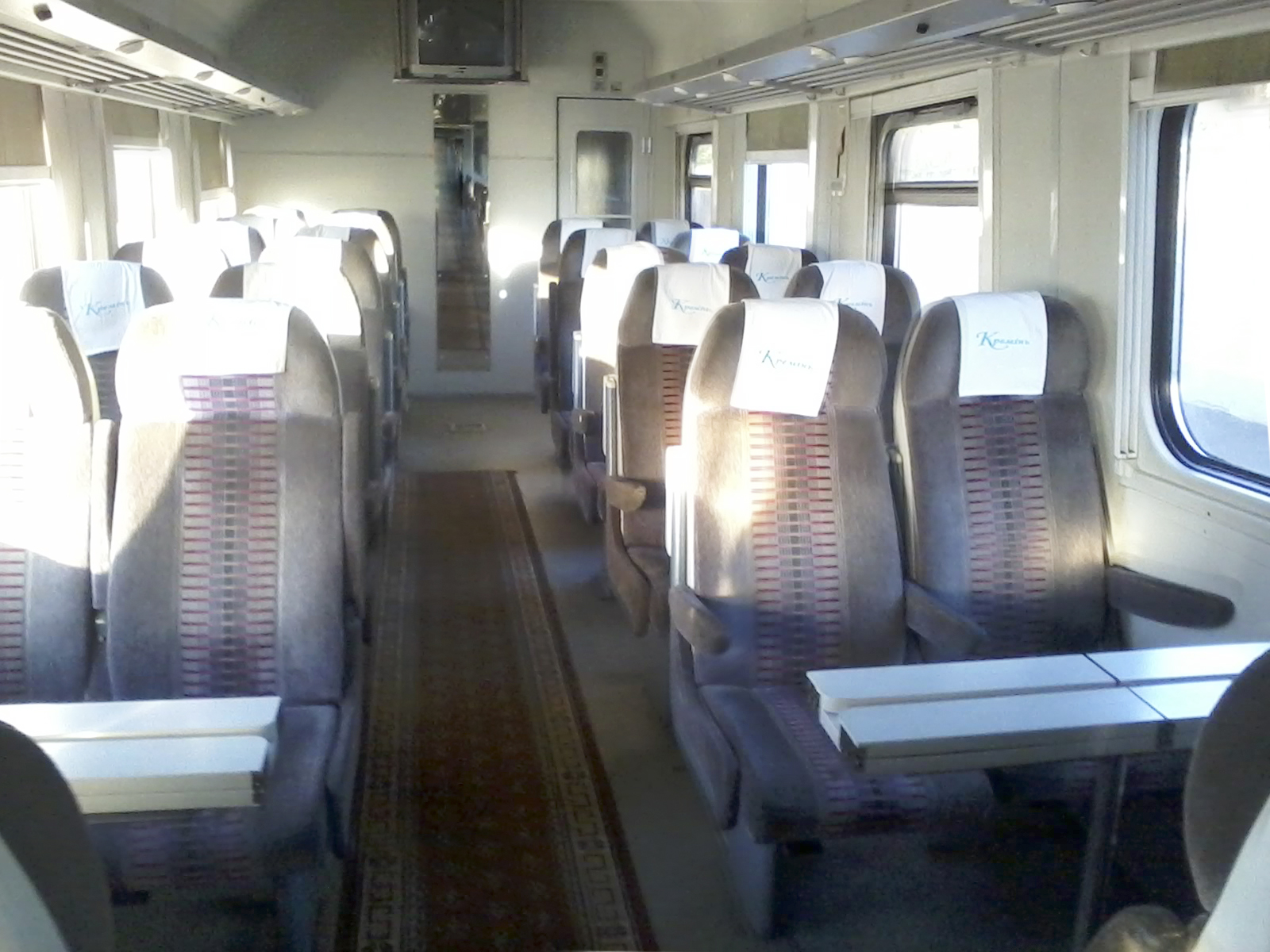
L'interior del vagó model 61-779D

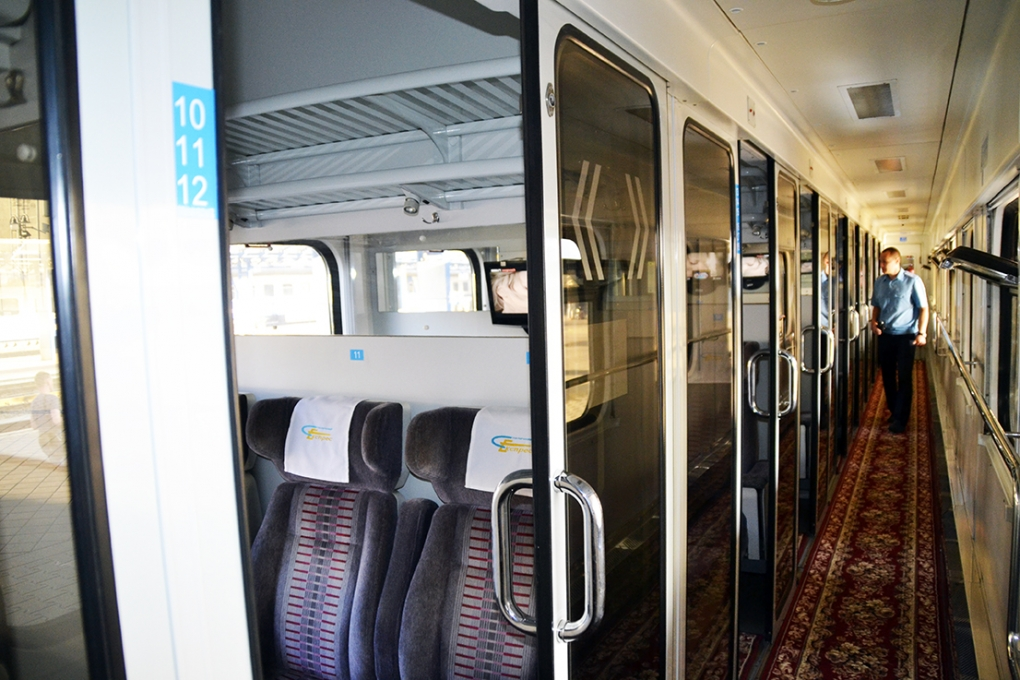
L'interior d'un cotxe compartiment amb seients al tren Kíiv—Mikolaiv—Kherson

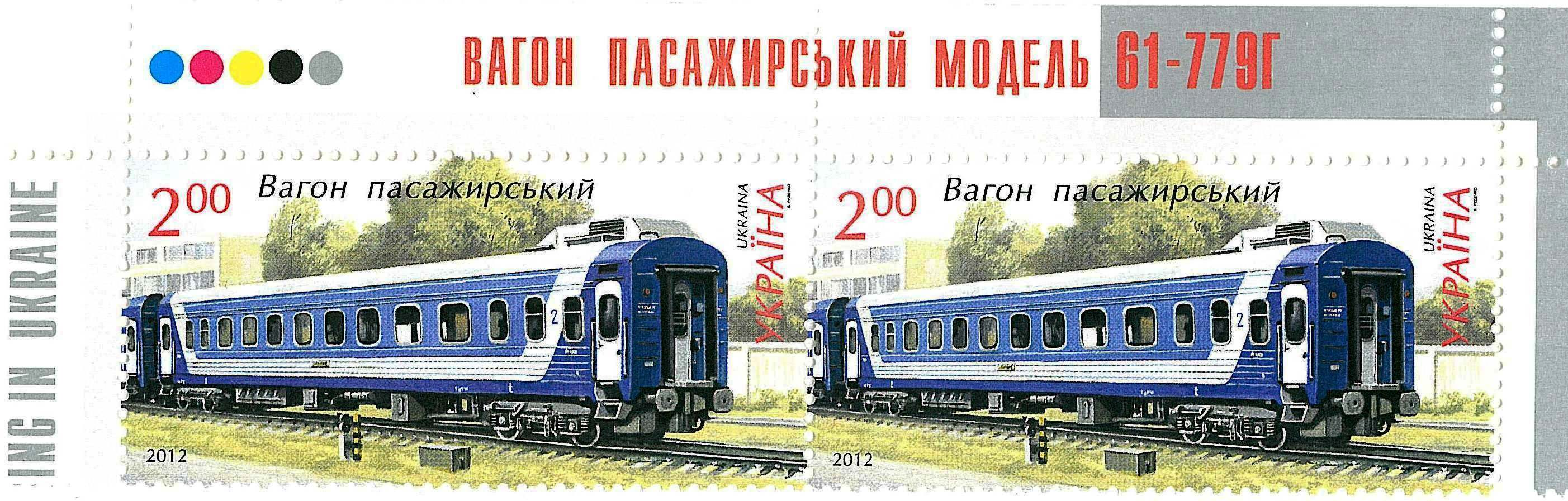
Segell postal amb la imatge d'un vagó model 61-779G

## Funcionament

### Ucraïna
El primer cotxe de producció nacional es va construir i presentar l'agost de 2001.
Els primers vagons de passatgers fabricats per KVBZ van començar a funcionar el juliol de 2002 com a part de la ruta "Stolyxny Express" entre Khàrkiv i Kíiv. El segon magatzem de "Stolyxny Express" es va posar en funcionament el novembre de 2002. El 2003, el tercer tren va connectar Kíev amb Dnipropetrovsk. El 2005, el tren Kíiv-Moscou es va actualitzar amb cotxes de compartiment KVBZ.
El 15 d'abril de 2008 va tenir lloc el trasllat de 16 vagons - tren "Halychyna" núm. 92/91 Lviv—Kíiv.
Els vagons 61-779 estan totalment o parcialment equipats en els següents trens:
- Ferrocarril de Lviv
  - LVChD-1 Lviv
    - "Zachidnyi Express" núm. 12/11 Lviv — Odesa
    - "Lviv" núm. 92/91 Lviv — Kíiv
- Ferrocarril d'Odesa
  - LVCHD-3 Odesa
    - "Txornomorets" núm. 106/105 Odesa — Kíiv
    - "Pivdennyi Express" núm. 686/685 Odesa — Izmail
    - "Southern Express" núm. 798/797 Odesa — Vinnytsia
- Ferrocarril del Sud
  - HF-1 Kharkiv
    - "Oberih" núm. 15/16 Khàrkiv — Rakhiv
    - "Mriya" núm. 17/18 Khàrkiv — Uzhhorod
    - "Vetxirnya Zirka" núm. 21/22 Khàrkiv — Truskavets
    - "Oberih" núm. 63/64 Khàrkiv — Kíiv

  - HF-3 Sumy
    - "Stolyxnyi Express" núm. 766/765 Kíiv — Kherson
    - "Stolyxnyi Express" núm. 775/776 Khàrkiv — Kíiv
    - "Hetman Sahaidachnyi" núm. 798/797 Sumy — Khàrkiv

  - HF-4 Kremenchuk
    - "Stolichnyi Express" núm. 792/791 Krementxúk — Kíiv
- Ferrocarril del sud-oest
  - HF-1 Kíiv
    - "Ucraïna" núm. 6/5 Kíiv — Moscou
    - "Slavútitx" núm. 12/11 Kíiv — Novooleksiiivka
    - "Nitxnyi Express" núm. 38/37 Kíiv — Zaporizhzhia
    - "Kobzar" núm. 49/50 Kíiv - Truskavets
    - "Lybid" núm. 54/53 Kíiv — Sant Petersburg
    - "Stolyxnyi Express" núm. 780/779 Kíiv — Sumy

A més, els vagons 61-779 funcionen als dipòsits de trens de la formació del ferrocarril de Donetsk i LVxD-1 Dnipropetrovsk del ferrocarril de Dnipro

### Belarús
Belarús es va convertir en el primer país al qual KVBZ va començar a exportar cotxes de passatgers. El 2008, la producció dels vagons 61-779 va començar a la planta de construcció de vagons de Hòmiel a partir de conjunts de màquines KVBZ. Durant el 2008 es van lliurar 20 vagons, el 2009 — 25, el 2010 — 17, el 2011 — 4, el 2013 — 23. Els vagons 61-779 circulen als magatzems de trens de marca :
- "Belarús" núm. 2/1 Minsk — Moscou;
- "Sozh" núm. 56/55 Hòmiel — Moscou;
- " Bely busel " núm. 86/85 Minsk — Kíiv

### Kazakhstan
El novembre de 2011, Kriúkivski vahonobudivní zavod va enviar al client el primer lot de vagons-transformadors de 12 compartiments: JSC "Passenger Leasing Carriage Company" (una subsidiària de JSC "Passenger Transportation"). El 2012, l'empresa va comprar 49 vagons, el 2013, 49 més. Els vagons 61-779 estan equipats amb trens de la marca "Bayterek" número 10/9 Astana  — Almati  i "Mangistau" número 37/38 Mangyshlak  — Astana.

### Tadjikistan
El desembre de 2012, 15 vagons van ser transferits a l'empresa unitària estatal "Rokhi Ohani Tochikiston" ("Ferrocarril tadjik"): 11 vagons de primera classe, vagons de 3 compartiments (inclòs un del compartiment del cap de tren) i un vagó restaurant. Els vagons són operats com a part del tren núm. 329/330 Duixanbe — Moscou.

## Especificacions
- La longitud del cotxe al llarg dels eixos dels acoblaments  és de 26.696 mm
- L'amplada del vagó és de 3.021 mm
- La base del vagó és de 19.000 mm
- Dimensions segons GOST :
  - cos — 1-VM
  - carro — 02-VM
- Velocitat de disseny — 160 km/h
- La durada del servei és de 30 anys

## Models
| Model               | Tipus                                                          | Nombre de seients        | Nombre de seients   |
| Model               | Tipus                                                          | per als passatgers       | per a discapacitats |
| ------------------- | -------------------------------------------------------------- | ------------------------ | ------------------- |
| 61-779              | Vagó de compartiments                                          | 40                       | —                   |
| 61-779I             | Vagó de compartiments                                          | 34                       | 1                   |
| 61-779A             | Cotxe llit                                                     | 20                       | —                   |
| 61-779B             | Cotxe compartiment amb seients                                 | 45                       | —                   |
| 61-779V             | Un cotxe compartiment amb seients i un compartiment de capataz | 42                       | —                   |
| 61-779G             | Cotxe compartiment amb seients i maleter                       | 42                       | —                   |
| 61-779D             | Un vagó de tipus obert amb seients                             | 68                       | —                   |
| 61-779DY            | Un vagó de tipus obert amb seients                             | 60                       | 1                   |
| 61-779E             | Un carruatge obert amb seients i un bar                        | 30                       | —                   |
| 61-779E1            | Cotxe restaurant                                               | 44                       | —                   |
| 61-779E, 61-779ЕГ   | Vagó de compartiments                                          | 40                       | —                   |
| 61-779EI, 61-779ЕГИ | Vagó de compartiments                                          | 34                       | 1                   |
| 61-779EA, 61-779ЕГА | Cotxe dormitori                                                | 20                       | —                   |
| 61-779P             | vagó Platzkart                                                 | 58                       | —                   |
| 61-779R             | Cotxe restaurant                                               | 40                       | —                   |
| 61-779T             | Compartiment vagó-transformador                                | 40 dormint o 60 asseguts | —                   |
| 61-7014             | Vagó-garatge                                                   | —                        | —                   |
| 61-7093             | Cotxe d'equipatge                                              | —                        |                     |